# Akodon sylvanus
Akodon sylvanus är en däggdjursart som beskrevs av Thomas 1921. Akodon sylvanus ingår i släktet fältmöss, och familjen hamsterartade gnagare. IUCN kategoriserar arten globalt som livskraftig. Inga underarter finns listade i Catalogue of Life.
Denna gnagare förekommer i norra Argentina och har kanske ett större utbredningsområde som sträcker sig fram till Bolivia. Arten vistas i bergstrakter på cirka 2000 meter höjd. Habitatet utgörs av fuktiga gräsmarker.